# Aspidoscelis scalaris
Espèce
Synonymes
- Cnemidophorus gularis scalaris Cope, 1892
- Cnemidophorus scalaris Cope, 1892
- Cnemidophorus octolineatus
Schmidt & Smith, 1944

Aspidoscelis scalaris est une espèce de sauriens de la famille des Teiidae.

## Répartition
Cette espèce se rencontre :
- aux États-Unis dans le Sud-Ouest du Texas ;
- au Mexique dans le Chihuahua, le Coahuila, le Nord-Est du Durango, le Zacatecas et le San Luis Potosí.

## Publication originale
- Cope, 1893 "1892" : A synopsis of the species of the teiid genus Cnemidophorus. Transactions of the American Philosophical Society, ser. 2, vol. 17, n. 1, p. 27-52 (texte intégral).